# Alexandre Mendy (calciatore 1994)
Alexandre Mendy (Tolone, 20 marzo 1994) è un calciatore guineense con cittadinanza francese, attaccante del Montpellier e della nazionale guineense.

## Carriera
Il 24 giugno 2016 viene acquistato dal Guingamp.

## Statistiche

### Presenze e reti nei club
Statistiche aggiornate al 5 agosto 2023.
| Stagione        | Squadra         | Campionato      | Campionato | Campionato | Coppe nazionali | Coppe nazionali | Coppe nazionali | Coppe continentali | Coppe continentali | Coppe continentali | Altre coppe | Altre coppe | Altre coppe | Totale | Totale |
| Stagione        | Squadra         | Comp            | Pres       | Reti       | Comp            | Pres            | Reti            | Comp               | Pres               | Reti               | Comp        | Pres        | Reti        | Pres   | Reti   |
| --------------- | --------------- | --------------- | ---------- | ---------- | --------------- | --------------- | --------------- | ------------------ | ------------------ | ------------------ | ----------- | ----------- | ----------- | ------ | ------ |
| 2013-2014       | Strasburgo      | NAT             | 13         | 6          | -               | -               | -               |                    | -                  | -                  |             | -           | -           | 13     | 6      |
| 2014-2015       | Nîmes           | L2              | 16         | 3          | CF              | 1               | 0               |                    | -                  | -                  |             | -           | -           | 17     | 3      |
| 2015-2016       | Nizza           | L1              | 18         | 1          | CF+CLF          | 1+2             | 1+4             |                    | -                  | -                  |             | -           | -           | 21     | 6      |
| 2016-2017       | Guingamp        | L1              | 22         | 3          | CF+CLF          | 4+3             | 3+0             |                    | -                  | -                  |             | -           | -           | 29     | 6      |
| 2017-2018       | Bordeaux        | L1              | 16         | 4          | -               | -               | -               | EL                 | 2                  | 0                  |             | -           | -           | 18     | 4      |
| 2018-2019       | Guingamp        | L1              | 16         | 3          | CF+CLF          | 3+4             | 1+1             |                    | -                  | -                  |             | -           | -           | 23     | 5      |
| 2019-2020       | Brest           | L1              | 20         | 3          | CF+CLF          | 1+3             | 0+0             |                    | -                  | -                  |             | -           | -           | 24     | 3      |
| 2020-2021       | Caen            | L2              | 30         | 4          | CF              | 2               | 1               |                    | -                  | -                  |             | -           | -           | 32     | 5      |
| 2021-2022       | Caen            | L2              | 32         | 16         | -               | -               | -               | -                  | -                  | -                  | -           | -           | -           | 32     | 16     |
| 2022-2023       | Caen            | L2              | 37         | 19         | CF              | 2               | 2               | -                  | -                  | -                  | -           | -           | -           | 39     | 21     |
| Totale Caen     | Totale Caen     | Totale Caen     | 99         | 39         |                 | 4               | 4               |                    |                    |                    |             |             |             | 120    | 42     |
| Totale carriera | Totale carriera | Totale carriera | 220        | 62         |                 | 26              | 13              |                    | 2                  | 0                  |             |             |             | 248    | 75     |

### Cronologia presenze e reti in nazionale
| Cronologia completa delle presenze e delle reti in nazionale ― Guinea-Bissau | Cronologia completa delle presenze e delle reti in nazionale ― Guinea-Bissau | Cronologia completa delle presenze e delle reti in nazionale ― Guinea-Bissau | Cronologia completa delle presenze e delle reti in nazionale ― Guinea-Bissau | Cronologia completa delle presenze e delle reti in nazionale ― Guinea-Bissau | Cronologia completa delle presenze e delle reti in nazionale ― Guinea-Bissau | Cronologia completa delle presenze e delle reti in nazionale ― Guinea-Bissau | Cronologia completa delle presenze e delle reti in nazionale ― Guinea-Bissau |
| Data                                                                         | Città                                                                        | In casa                                                                      | Risultato                                                                    | Ospiti                                                                       | Competizione                                                                 | Reti                                                                         | Note                                                                         |
| ---------------------------------------------------------------------------- | ---------------------------------------------------------------------------- | ---------------------------------------------------------------------------- | ---------------------------------------------------------------------------- | ---------------------------------------------------------------------------- | ---------------------------------------------------------------------------- | ---------------------------------------------------------------------------- | ---------------------------------------------------------------------------- |
| 11-11-2020                                                                   | Dakar                                                                        | Senegal                                                                      | 2 – 0                                                                        | Guinea-Bissau                                                                | Qual. Coppa d'Africa 2021                                                    | -                                                                            | 90+3’                                                                        |
| 15-11-2020                                                                   | Bissau                                                                       | Guinea-Bissau                                                                | 0 – 1                                                                        | Senegal                                                                      | Qual. Coppa d'Africa 2021                                                    | -                                                                            | 81’                                                                          |
| 7-9-2021                                                                     | Khartoum                                                                     | Sudan                                                                        | 2 – 4                                                                        | Guinea-Bissau                                                                | Qual. Mondiali 2022                                                          | -                                                                            | 66’                                                                          |
| 6-10-2021                                                                    | Marrakech                                                                    | Marocco                                                                      | 5 – 0                                                                        | Guinea-Bissau                                                                | Qual. Mondiali 2022                                                          | -                                                                            | 70’                                                                          |
| 9-10-2021                                                                    | Casablanca                                                                   | Guinea-Bissau                                                                | 0 – 3                                                                        | Marocco                                                                      | Qual. Mondiali 2022                                                          | -                                                                            |                                                                              |
| 12-11-2021                                                                   | Conakry                                                                      | Guinea                                                                       | 0 – 0                                                                        | Guinea-Bissau                                                                | Qual. Mondiali 2022                                                          | -                                                                            | 78’                                                                          |
| 15-11-2021                                                                   | Bissau                                                                       | Guinea-Bissau                                                                | 0 – 0                                                                        | Sudan                                                                        | Qual. Mondiali 2022                                                          | -                                                                            | 82’                                                                          |
| Totale                                                                       |                                                                              | Presenze                                                                     | 7                                                                            |                                                                              | Reti                                                                         | 0                                                                            |                                                                              |

## Palmarès

### Individuale
- Capocannoniere della Ligue 2: 1

2023-2024 (22 reti)